# Vincent Luke Palmisano

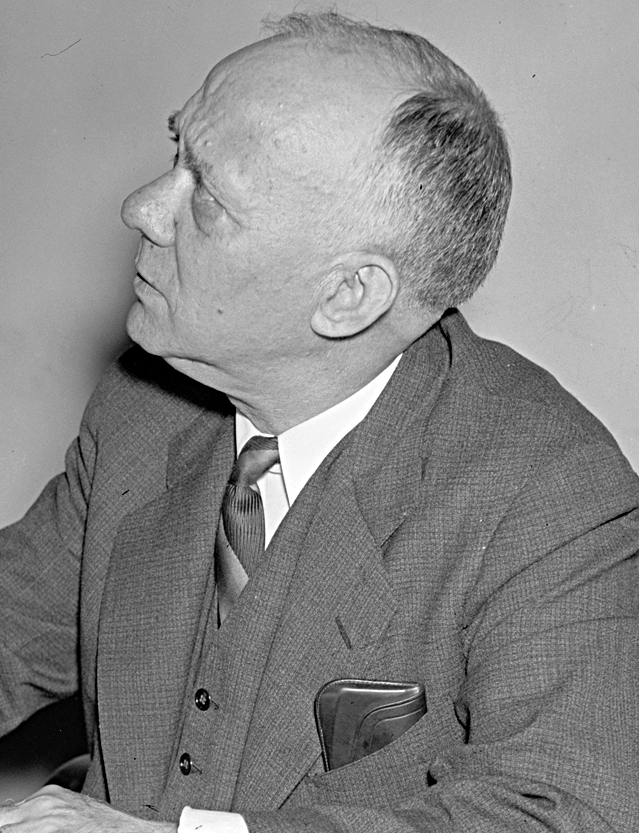
Vincent Luke Palmisano (1937)

Vincent Luke Palmisano (* 5. August 1882 in Termini Imerese, Italien; † vermutlich 12. Januar 1953 in Baltimore, Maryland) war ein US-amerikanischer Politiker. Zwischen 1927 und 1939 vertrat er den Bundesstaat Maryland im US-Repräsentantenhaus.

## Werdegang
Im Jahr 1887 kam Vincent Palmisano mit seinen Eltern aus seiner italienischen Heimat nach Baltimore, wo er die öffentlichen Schulen besuchte. Nach einem anschließenden Jurastudium an der University of Maryland und seiner 1909 erfolgten Zulassung als Rechtsanwalt begann er in Baltimore in diesem Beruf zu arbeiten. Gleichzeitig schlug er als Mitglied der Demokratischen Partei eine politische Laufbahn ein. In den Jahren 1914 und 1915 saß er im Abgeordnetenhaus von Maryland; von 1915 bis 1923 gehörte er dem Stadtrat von Baltimore an. Zwischen 1925 und 1927 arbeitete er als Police Examiner für die Polizei seiner Heimatstadt. Außerdem war er zwischen 1923 und 1927 Mitglied im Parteivorstand der Demokraten in Baltimore.
Bei den Kongresswahlen des Jahres 1926 wurde Palmisano im dritten Wahlbezirk von Maryland in das US-Repräsentantenhaus in Washington, D.C. gewählt, wo er am 4. März 1927 die Nachfolge von John Boynton Philip Clayton Hill antrat. Nach fünf Wiederwahlen konnte er bis zum 3. Januar 1939 sechs Legislaturperioden im Kongress absolvieren. Seit 1933 wurden dort die meisten der New-Deal-Gesetze der Bundesregierung unter Präsident Franklin D. Roosevelt verabschiedet. Während Palmisanos Zeit im Kongress wurden  der 20. und der 21. Verfassungszusatz ratifiziert. Im Jahr 1935 wurden erstmals die Bestimmungen des 20. Verfassungszusatzes angewendet, wonach die Legislaturperiode des Kongresses jeweils am 3. Januar endet bzw. beginnt. Von 1935 bis 1939 leitete Palmisano den Bildungsausschuss. Seit 1937 war er auch Vorsitzender des Ausschusses zur Verwaltung des Bundesbezirks District of Columbia. Im Jahr 1938 wurde er von seiner Partei nicht mehr zur Wiederwahl nominiert.
Nach dem Ende seiner Zeit im US-Repräsentantenhaus praktizierte Vincent Palmisano wieder als Anwalt. Bis 1952 gehörte er dem Planungsausschuss der Stadt Baltimore an. Er starb unter mysteriösen Umständen, wahrscheinlich am 12. Januar 1953. An diesem Tag verschwand er aus seiner Wohnung in Baltimore. Am 5. März desselben Jahres wurde seine Leiche in einem Hafenbecken gefunden. Die Behörden gingen von einem Selbstmord aus.